# 土壌流出
土壌流出（どじょうりゅうしゅつ）とは、地面の傾斜や風などの影響によって表面の土壌が流亡する現象のことである。土壌侵食とも。アメリカ合衆国の畑作でしばしば問題視され、1トンの小麦を生産する際に約1トンの肥沃な土壌が流失していると言われている。
土壌流出の量は農法や地形等によって変化する。また、土壌流失は森林の伐採や過度の放牧などにより、地表を覆っていた植物層が失われ、地表が露出した場合に、雨や風の影響を受けて発生する。このことは浸食作用を受けやすい山地において著しく、保水力の低下や下流域での洪水の要因になるとともに、世界の5分の1から3分の1に及ぶ地域での農地の生産性低下の原因になっているとみられている。これらを防ぐために等高線状に耕地を造成する等高線耕作や防風林造成などによって対策がとられることもあるが、しばしば放棄され大規模に砂漠化（土漠化）することも多い。